# Tableau des médailles des Jeux olympiques d'hiver de 1998

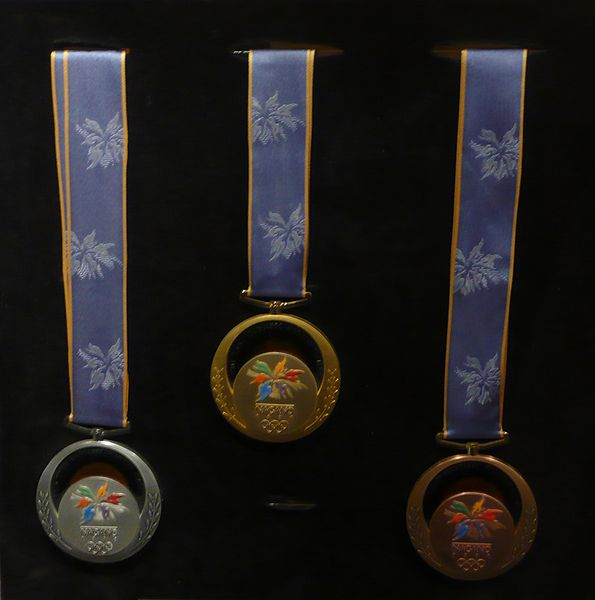
Les médailles d'argent, d'or et de bronze de ces Jeux olympiques

Le tableau des médailles des Jeux olympiques d'hiver de 1998 est le classement des nations par nombre de médailles d'or gagnées aux Jeux olympiques d'hiver de 1998, officiellement connus sous le nom de XVIIIes Jeux olympiques d’hiver, qui se sont déroulés du 7 au 22 février 1998 à Nagano, au Japon. 2176 athlètes de 72 nations différentes ont participé à ces Jeux, lors de 68 compétitions sur sept sports.
Un total de 24 nations, sur les 72 pays participants, ont remporté au moins une médaille, 15 d'entre eux ayant remporté une médaille d'or. L'Allemagne a remporté le plus de médailles d'or et le plus de médailles tout métal confondu lors de cette édition, avec un total de 29 médailles dont 12 d'or. Le Danemark a pour la première fois de son histoire remporté une médaille à des Jeux olympiques d'hiver, tandis que la Bulgarie et la République tchèque y remportent leur première médaille d'or. Cinq nations, que sont l'Azerbaïdjan, le Kenya, la Macédoine, l'Uruguay, et le Venezuela, participent pour la première fois de leur histoire à des Jeux olympiques d'hiver, mais aucun de leur athlète n'a été médaillé.
Le sportif le plus médaillé de ces Jeux est la skieuse de fond russe Larisa Lazutina, avec un total de cinq médailles dont trois en or. Le seul athlète à l'égaler en nombre de médailles d'or est le skieur de fond norvégien Bjørn Dæhlie, qui remporte quatre médailles dont trois en or et devient l'athlète des Jeux olympiques d'hiver le plus titré. La patineuse artistique américaine Tara Lipinski devient la plus jeune médaillée en or pour une épreuve individuelle à des Jeux olympiques d'hiver.

## Classement des médailles

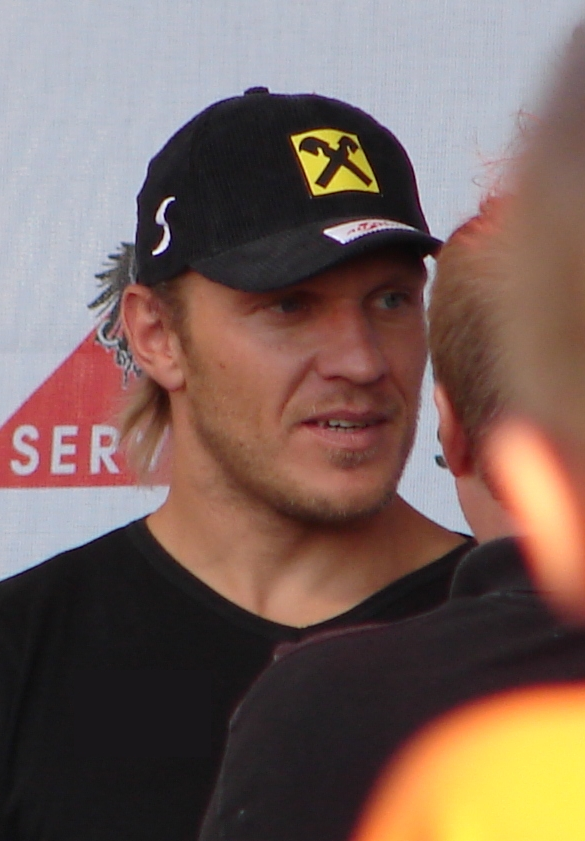
Le skieur alpin autrichien Hermann Maier a remporté l'or dans l'épreuve masculine de Super-G et de Slalom géant.

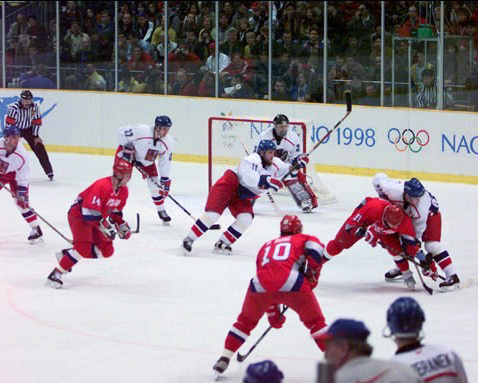
La finale masculine de hockey sur glace entre la Russie et la République tchèque.

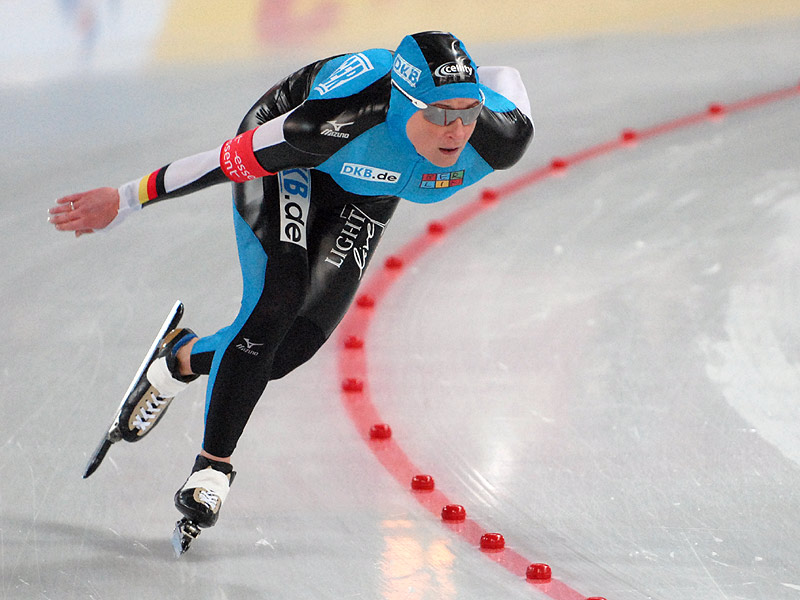
La patineuse de vitesse allemande Claudia Pechstein remporte la médaille d'or à l'épreuve du 5000 mètres et l'argent au 3000 mètres.

Ce tableau présente le classement des médailles des Jeux olympiques d'hiver de 1998. Le CIO ne publie pas explicitement ce classement, mais publie des classements pour chaque Jeux. Ce tableau est trié par défaut selon le nombre de médailles d'or, puis, en cas d'égalité, selon le nombre de médailles d'argent, et enfin selon le nombre de médailles de bronze. En cas d'égalité parfaite, la convention est de lister les pays par ordre alphabétique.
- Pays organisateur (Japon, Nagano)

| Rang  | Nation                    | Or | Argent | Bronze | Total |
| ----- | ------------------------- | -- | ------ | ------ | ----- |
| 1     | Allemagne                 | 12 | 9      | 8      | 29    |
| 2     | Norvège                   | 10 | 10     | 5      | 25    |
| 3     | Russie                    | 9  | 6      | 3      | 18    |
| 4     | Canada                    | 6  | 5      | 4      | 15    |
| 5     | États-Unis                | 6  | 3      | 4      | 13    |
| 6     | Pays-Bas                  | 5  | 4      | 2      | 11    |
| 7     | Japon (pays organisateur) | 5  | 1      | 4      | 10    |
| 8     | Autriche                  | 3  | 5      | 9      | 17    |
| 9     | Corée du Sud              | 3  | 1      | 2      | 6     |
| 10    | Italie                    | 2  | 6      | 2      | 10    |
| 11    | Finlande                  | 2  | 4      | 6      | 12    |
| 12    | Suisse                    | 2  | 2      | 3      | 7     |
| 13    | France                    | 2  | 1      | 5      | 8     |
| 14    | République tchèque        | 1  | 1      | 1      | 3     |
| 15    | Bulgarie                  | 1  | 0      | 0      | 1     |
| 16    | Chine                     | 0  | 6      | 2      | 8     |
| 17    | Suède                     | 0  | 2      | 1      | 3     |
| 18    | Danemark                  | 0  | 1      | 0      | 1     |
| 18    | Ukraine                   | 0  | 1      | 0      | 1     |
| 20    | Biélorussie               | 0  | 0      | 2      | 2     |
| 20    | Kazakhstan                | 0  | 0      | 2      | 2     |
| 22    | Australie                 | 0  | 0      | 1      | 1     |
| 22    | Belgique                  | 0  | 0      | 1      | 1     |
| 22    | Royaume-Uni               | 0  | 0      | 1      | 1     |
| Total | Total                     | 69 | 68     | 68     | 205   |

## Sources
- (en) Cet article est partiellement ou en totalité issu de l’article de Wikipédia en anglais intitulé « 1998 Winter Olympics medal table » (voir la liste des auteurs).